# Vinemina opacaria
Vinemina opacaria är en fjärilsart som beskrevs av George Duryea Hulst 1881. Vinemina opacaria ingår i släktet Vinemina och familjen mätare. Inga underarter finns listade i Catalogue of Life.